# Michael Newman
Michael Newman (Califórnia, 21 de agosto de 1956 – Los Angeles, 20 de outubro de 2024) foi um ator, salva-vidas e bombeiro do Condado de Los Angeles. Newman ficou conhecido por seu papel na série de TV Baywatch (S.O.S. Malibu no Brasil).

## Carreira
Newman começou sua carreira como salva-vidas aos 10 anos de idade quando se juntou aos salva-vidas juniors. Newman se destacou nos esportes náuticos e participou da Pacific Palisades High School e mais tarde, se formou em publicidade na Universidade da Califórnia, Santa Barbara.
Em novembro de 2011, Newman revelou que tinha sido diagnosticado com doença de Parkinson.
Em 20 de outubro de 2024, ele morreu aos 68 anos em decorrência de complicações cardíacas.

## Filmografia
| Ano       | Título                                 | Personagem              | Notas                                                            |
| --------- | -------------------------------------- | ----------------------- | ---------------------------------------------------------------- |
| 1989–2000 | Baywatch                               | Michael 'Newmie' Newman | 150 episódios; Papel recorrente: temporadas 1–6; Principal: 7–10 |
| 1999      | Enemy Action                           | Casey                   |                                                                  |
| 1998      | Welcome to Hollywood                   | Salva-vidas Baywatch    |                                                                  |
| 1998      | Baywatch: White Thunder at Glacier Bay | Michael 'Newmie' Newman |                                                                  |
| 1996      | Baywatch Nights                        | Michael 'Newmie' Newman | 3 episódios                                                      |
| 1996      | Zig and Zag's Dirty Deeds              | Michael Newman          | 1 episódio                                                       |
| 1989      | Baywatch: Panic at Malibu Pier         | Michael 'Newmie' Newman | Creditado como "Newmie"                                          |
| 1989      | Code Red: Moment of Survival           | Anfitrião               | 2 episódios                                                      |